# Crescent City (Californië)

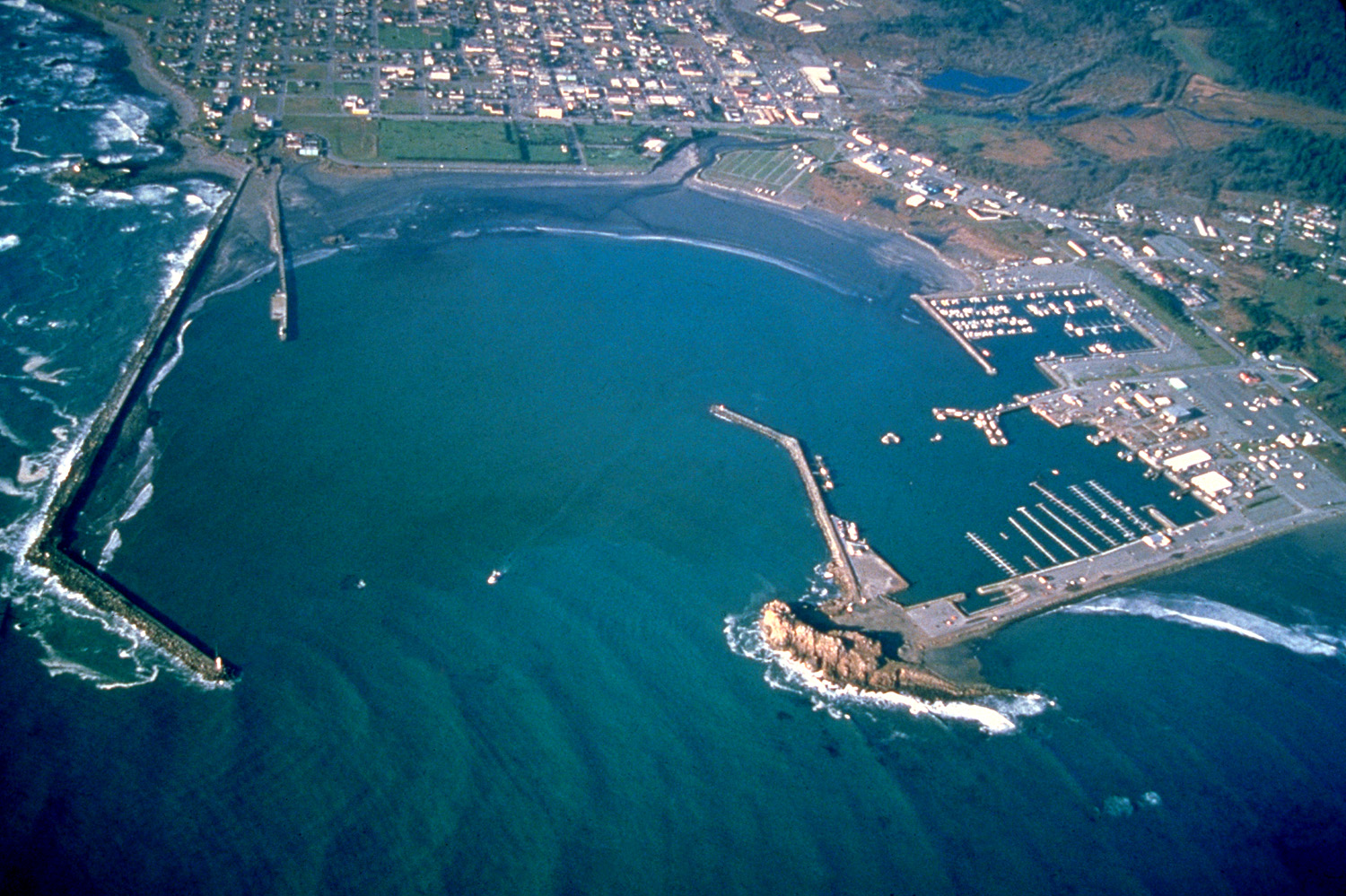
Zicht op haven Crescent City

Crescent City is een plaats in Del Norte County in het uiterste noorden van Californië in de Verenigde Staten.

## Geschiedenis
De plaats werd officieel in 1854 gesticht. In 1820 kwamen de eerste West-Europese kolonisten per schip in het gebied aan. Vanaf de jaren vijftig van diezelfde eeuw trad een versnelling op van de bevolkingsgroei. In 1855 gaf het Amerikaans Congres toestemming voor de bouw van een vuurtoren op een klein eiland vlak voor de kust van Crescent City. Battery Point Lighthouse is nog steeds als zodanig in gebruik.

## Geografie
Crescent City bevindt zich op 41°45'17" Noord, 124°12'4" West. De totale oppervlakte bedraagt 5,3 km² (2,1 mijl²) waarvan 4,6 km² (1,8 mijl²) land is en 0,7 km² (0,3 mijl²) of 13,59% water is. De plaats ligt zo’n 30 kilometer ten zuiden van de grens met Oregon.

### Tsunami's

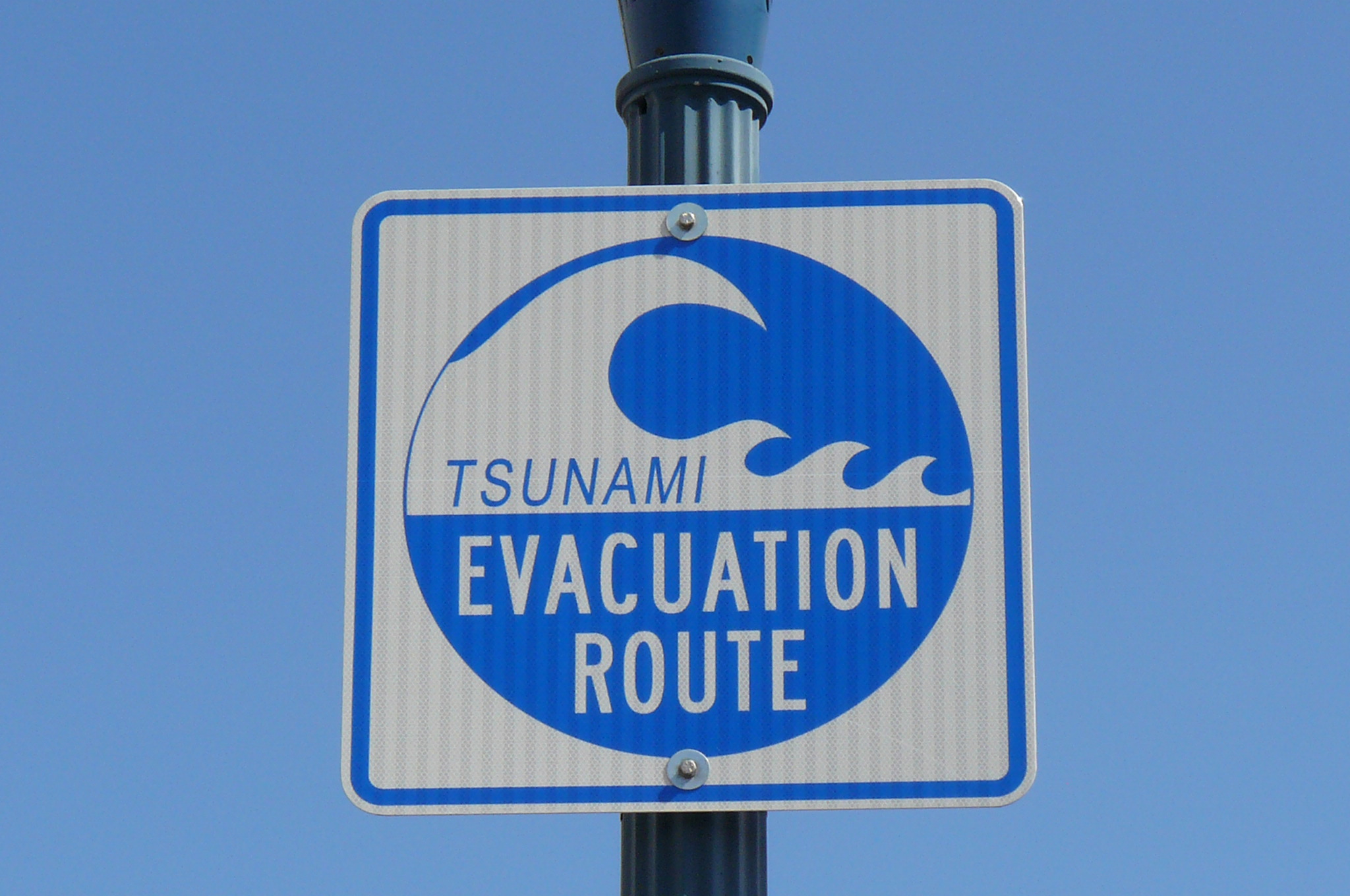
Bord om tsunami evacuatieroute aan te geven.

Door zijn ligging loopt Crescent City een relatief groot risico op schade door tsunami's. De zeebodem voor de kust heeft een vorm die het effect van een tsunami versterkt en verder ligt de plaats in een halfronde baai waar het water minder goed weg kan. Tussen 1933 en 2008 zijn er 31 tsunami’s in de plaats geregistreerd. De meeste hadden een nauwelijks merkbaar effect, maar in 11 gevallen steeg de zeespiegel met meer dan één meter en in vier gevallen was er sprake van schade. De grootste schade werd geleden in maart 1964 tijdens "the largest and most destructive recorded tsunami to ever strike the United States Pacific Coast."
- Op 28 maart 1964 werd de stad getroffen door een tsunami als gevolg van de aardbeving in Alaska. Hierbij kwamen 11 mensen om het leven.
- In 2006 richtte een tsunami als gevolg van een zeebeving bij de Koerilen grote schade aan in de haven.
- In 2011 viel een dode in Crescent City door de tsunami die volgde op de zeebeving bij Japan.

In de plaats worden regelmatig evacuatieoefeningen gehouden. Overal in de stad hangen bordjes die de evacuatieroutes aangeven in geval van een tsunamiwaarschuwing.

## Klimaat
Crescent City heeft een gematigd mediterraan klimaat of Csb volgens de klimaatclassificatie van Köppen. Met een gemiddelde jaarlijkse neerslag van 1.700 millimeter is het een van de natste plaatsen in Californië. Tussen oktober en maart valt de meeste neerslag en juli is de droogste maand. In augustus en september is de gemiddelde temperatuur het hoogst met bijna 19 °C; december is de koudste maand met een gemiddelde van 4°C.

## Demografie
In 1860 telde de plaats 638 inwoners. In de daaropvolgende decennia schommelde dit aantal, maar aan het begin van de 20e eeuw was het aantal inwoners slechts een weinig gegroeid tot 699.
Volgens de census van 2000 bedroeg de bevolkingsdichtheid 868,9/km² (2252,2/mijl²) en bedroeg het totale bevolkingsaantal 7319 dat bestond uit:
- 78,33% blanken
- 11,01% Spaans of Latino
- 6,09% inheemse Amerikanen
- 6,04% twee of meer rassen
- 4,62% Aziaten
- 4,27% andere
- 0,52% zwarten of Afrikaanse Amerikanen
- 0,12% mensen afkomstig van eilanden in de Grote Oceaan

Er waren 1578 gezinnen in Crescent City. De gemiddelde gezinsgrootte bedroeg 2,40.

## Bezienswaardigheden

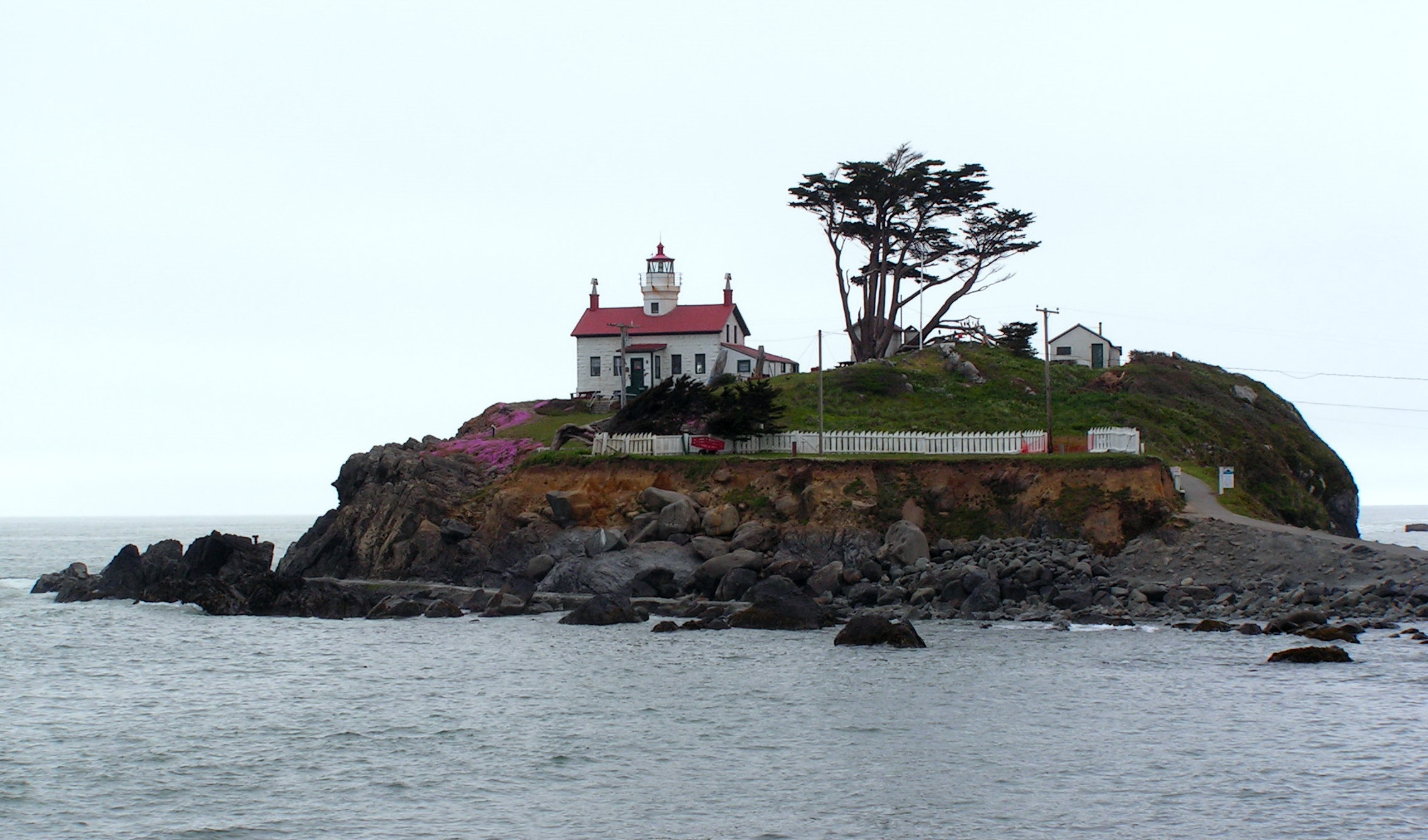
Vuurtoren op Battery Point

- Crescent City grenst aan de noordzijde van het Redwood National and State Parks. In deze parken worden de grootste bomen van de wereld beschermd. De kustmammoetbomen gedijen in het gematigde zeeklimaat en de grootste boom ter wereld staat in het park, Hyperion reikt tot 115 meter hoog.
- Op een klein schiereiland vlak voor de kust ligt de vuurtoren op Battery Point. Deze vuurtoren is sinds 1855 in gebruik als navigatiemiddel voor schepen die langs de Amerikaanse westkust varen en voor de vissersschepen die Crescent City als thuishaven hebben.
- Op 20 december 1941 werd de SS Emidio, een tanker van 6.912 ton, voor de kust van Californië door de Japanse Keizerlijke Marine aangevallen. Het schip was daarmee het eerste slachtoffer van de Japanse Marine voor de Amerikaanse westkust. Het werd vijfmaal geraakt door het 14cm-kanon van de onderzeeboot, maar bleef drijven. Het strandde ten slotte bij Crescent City en pas in 1950 werden de resten geruimd. Bij de haven staat een gedenkteken voor de vijf bemanningsleden die bij de aanval zijn omgekomen.

## Plaatsen in de nabije omgeving
De onderstaande figuur toont nabijgelegen plaatsen in een straal van 40 km rond Crescent City.